# 高瀨川 (京都府)
高瀨川（日语：／ Takase gawa）是連結京都中心部和伏見之間的運河。名稱源自用於水運的「高瀨舟」。高瀨川現時被鴨川一分為二，上游稱作高瀨川、下游稱作東高瀨川或是新高瀨川。京都中心部的三條至四條一帶的高瀨川周邊是京都的鬧區之一，也是櫻之名所。

## 歷史
江戶時代初期慶長19年（1614年），角倉了以、素庵父子開削連結京都中心部和伏見之間的運河。明治27年（1894年），琵琶湖疏水（鴨川運河）開通後，物資輸送量減少。大正9年（1920年），水運廢止，約300年間用於京都・伏見間的水運。

## 地理
高瀨川從二條大橋之南的「禊川」（鴨川分流）取水。從二條沿木屋町通西側南下，在十條通的上游和鴨川合流。
現在，鴨川以南稱作東高瀨川，和高瀨川、鴨川不相連，水源來自雨水等。東高瀨川在整備後，和宇治川連接的部分也稱作新高瀨川。

## 流域自治體
京都府
京都市中京區、下京區、南區、伏見區

## 圖片

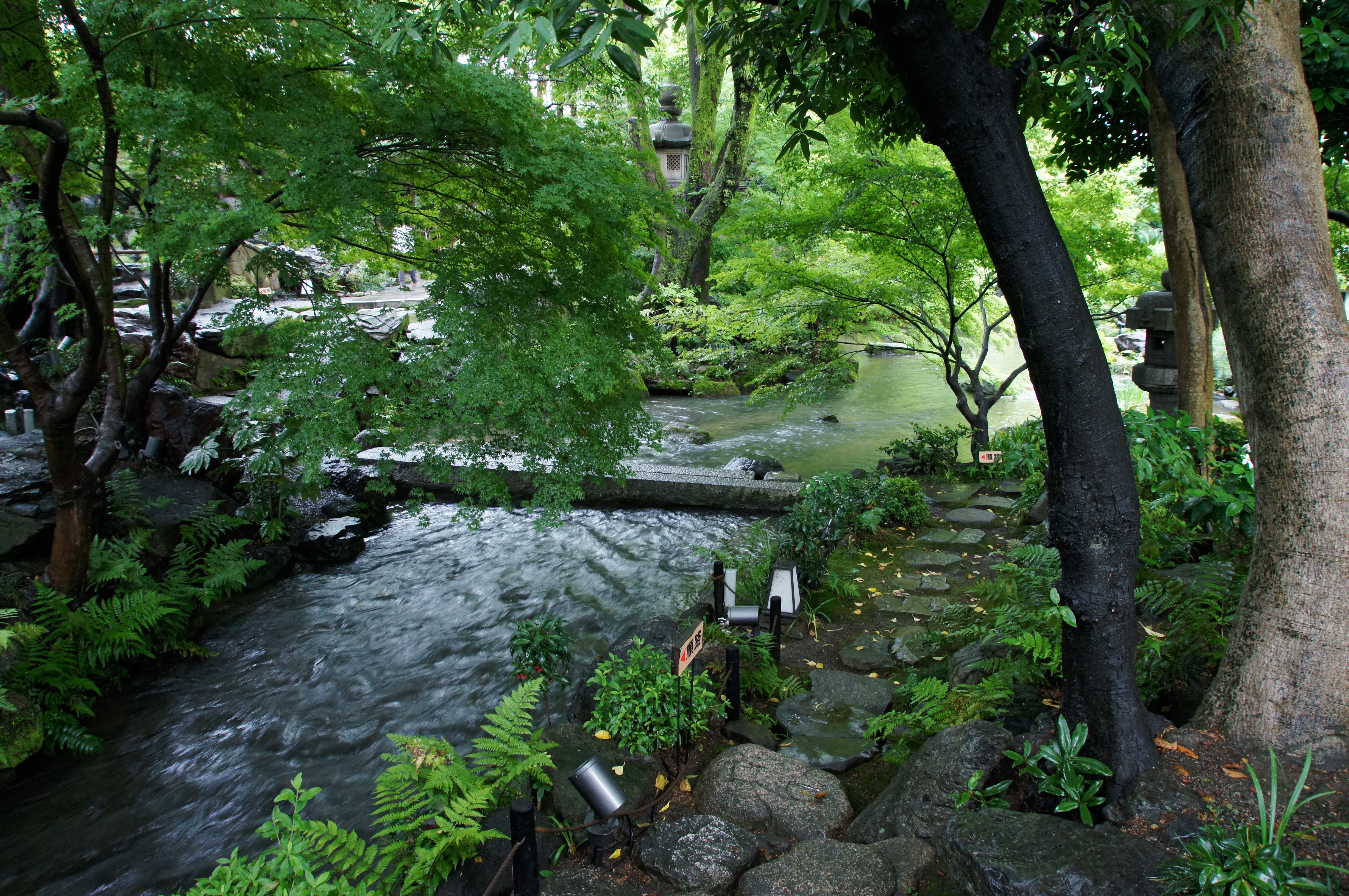
高瀨川源流
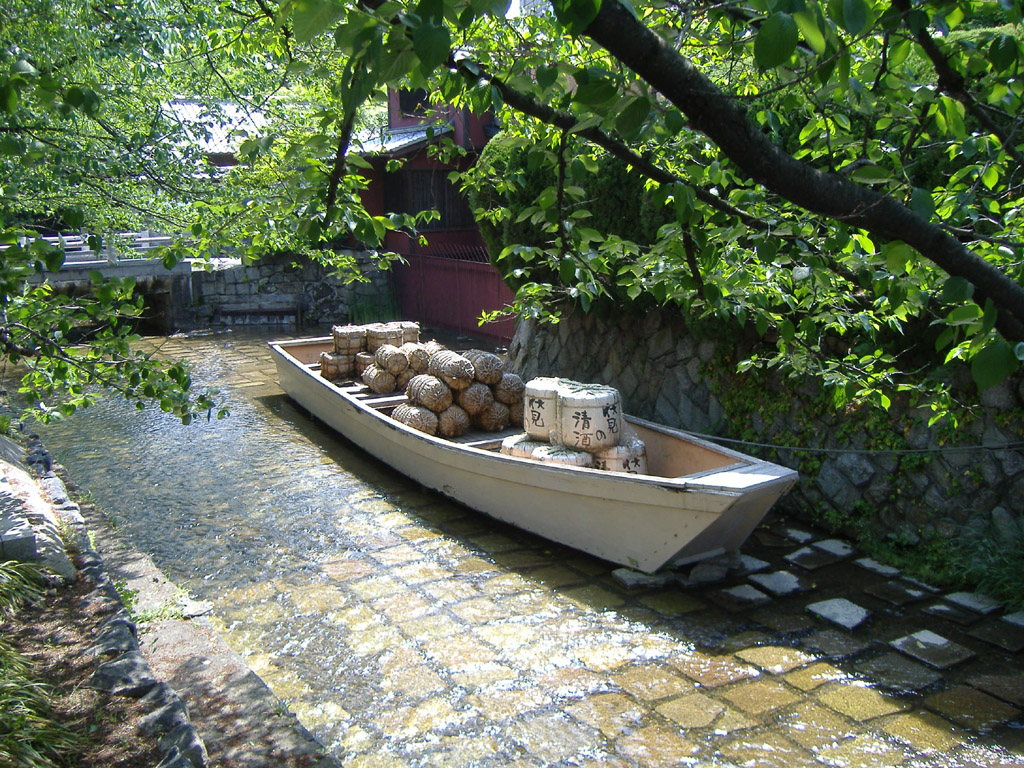
高瀨舟

## 關連項目
- 高瀨川二條苑（高瀨川源流庭苑）

## 脚注
1. ↑  .   [2016-03-29]. （原始内容存档于2016-04-10）.

## 外部連結
- 高瀨川保勝會 （页面存档备份，存于）